# Рівне 1
«Рівне 1» — рівненський місцевий телеканал.

## Про телеканал
Канал регулярно працює в прямому етері з додзвонами глядачів, формує сюжети в новини разом з глядачами. Також часто веде висвітлюєте наживо основні події регіону на власну сторінку у Facebook.
9 вересня видання «Детектор медіа» повідомив, що власником телеканалу стала юридична особа телеканалу «Аверс», пов'язана з народним депутатом Ігорем Палицею.

## Особливості
Перша назва каналу була «МТВ» (Микола, Тетяна, Віктор).
Ядро цільової аудиторії телеканалу «Рівне 1» — це чоловіки 40-60 років, мешканці невеликого міста або громади та жінки 40-60 років.
Канал «Рівне 1» подає новини в інформаційних блоках: останні події й аналітика в регіоні, новини спорту, кримінал. Крім того, глядач отримує інформацію про погоду, курси валют, тощо.

## Покриття
Сигнал «Рівне 1» поширюється на території Рівненської області в цифровому мультиплексі DVB-T2 (передавальні станції Антопіль, Дубробиця, Вараш) та у кабельних мережах. Телеканал має охоплення телерадіомовленням понад 80 % населення Рівненської області.

## Наповнення етеру

### Програми
- Без цензури
- На часі
- Детальний новинний огляд
- Бізнес проти епідемії
- Вітаємо вас
- Здорово жити
- Корисні поради
- Мамина школа
- Таксі на першому місцевому
- Час футболу на «Рівне 1»
- Debattle
- Детектор
- #ТРІОТРЕВЕЛ
- Без віку
- Майбутнє — це я…
- Сила мами

### Ток-шоу
- Голос громади
- Реформи — це просто
- Чесні обіцянки
- Реформи працюють
- Та що ті політики знають

### Архівні програми
- Небесна колискова
- Розважальні програми
- Чоловічі розваги
- Строкатий Цеппелін
- Прес-погляд з Віталієм Скринським
- Авторама
- Телепресклуб
- СмачнОГО!
- Планета квітів
- Тележурнал «Модно»
- Акценти з Віктором Матчуком
- Важливо знати
- Про головне на «Рівне 1»
- Анекдоти по-рівненськи
- Авто-мото-ревю
- Служба 101
- ЯлОля
- Громадський контроль
- Дім бойових мистецтв
- Патентний повірений
- Міксер
- ДарWinШоу
- Телемайдан
- Апостроф
- Будні ОСББ
- Комунальний патруль
- Кулінарне ревю «Кампот»
- Веселий вікенд
- Наша кишеня
- Хелоу-шоу
- Popcorn show
- Теледебати
- Кумедні пекарі
- День відкритих дверей
- Драйв-Тайм
- Кінолекторій
- Рівне активне
- Тет-а-тет
- Профібуд
- Кулінарний туризм
- Місто наших мрій
- Інша перспектива
- Відверта розмова
- Рівненщина містична
- Об'єктив
- Агент краси
- IZUM show

## Про медіагрупу

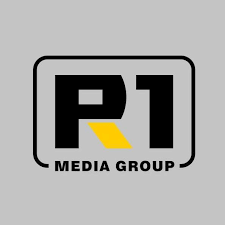

«R1 Media Group» — медіагрупа, що включає в себе телеканал «Рівне 1», SMM-агентство, канали в соціальних мережах, зокрема, Facebook, періодичне видання «Суренж», громадську організацію з розвитку якісної журналістики «Рівнеінформ», пересувну телевізійну станцію, креативне агентство та продакшн-студію R1.